# Wonderchild
Wonderchild är en låt av och med Christian Walz från hans andra studioalbum Paint By Numbers. Låten finns också i en version av Alba August från 2022.  

## Spårlista
1. Wonderchild - 3:29
2. Wonderchild (Wonderclub Remix) - 4:38

## Listplaceringar
| Lista (2004)      | List-position Position |
| ----------------- | ---------------------- |
| Sverigetopplistan | 8                      |
| Nederländerna     | 17                     |
| Norge             | 8                      |
| Belgien           | 44                     |